# 10321 Rampo
10321 Rampo è un asteroide della fascia principale. Scoperto nel 1990, presenta un'orbita caratterizzata da un semiasse maggiore pari a 2,3297998 UA e da un'eccentricità di 0,0945221, inclinata di 6,05933° rispetto all'eclittica.
L'asteroide è dedicato allo scrittore giapponese Rampo Edogawa.